# Східам
Східам (нід. Schiedam, - [sxiˈdɑm] ( прослухати)) — місто та однойменний муніципалітет у провінції Південна Голландія, Нідерланди. Є частиною Роттердамської агломерації. Східам відомий своїм історичним центром з каналами та найвищими у світі вітряками. Також Східам є центром виробництва голландського джина — женевера. Ця галузь була основною в економіці міста у XVIII—XIX століттях, і залишається однією з основних у XXI столітті. В англійській та французькій мовах слово schiedam означає саме голландський женевер. Східам є батьківщиною однієї з найвідоміших нідерландських католицьких святих — святої Лідвіни, чиї мощі зберігаються у базиліці святої Лідвіни у Східамі.
До складу муніципалітету, окрім, власне, міста Східам, входять кілька сел та присілків, проте, через високу щільність забудови, межі цих населених пунктів майже зникли, перетворивши колишні села у райони Східама.
- села: Бейдорп (Bijdorp), Ваудгук (Woudhoek), Гравеландсеполдер ('s-Gravelandsepolder), Грунорд (Groenoord), Кетель (Kethel), Нівланд (Nieuwland), Нів-Матенессе (Nieuw-Mathenesse), Спаланд (Spaland), Спансе-Полдер (Spaanse Polder), Східам-Вест (Schiedam-West), Східам-Зюйд (Schiedam-Zuid), Східам-Ост (Schiedam-Oost)
- присілки: Віндас (Windas), Керкбюрт (Kerkbuurt)

Станом на 30 квітня 2017 року у муніципалітеті проживало 77 833 особи.

## Географія
Східам розташований на захід від Роттердама, на схід від Влардінгена та на південь від Делфта. З півдня Східам сполучається туннелем Beneluxtunnel із селом Перніс. Через місто протікає річка Схі, яка дала назву місту (Східам — «дамба на річці Схі»), на півдні Східам межує з річкою Ньїве-Маас.
Площа муніципалітету становить 19,86 км², з яких суходолу 18,02 км², водної поверхні — 1,84 км².
Східам ділиться на 9 районів: Centrum (центральний), Oost (східний), Gorzen (південний), West (західний), Nieuwland (Нівланд), Groenoord (Грунорд), Kethel (Кетел), Woudhoek (Ваудхук) та Spaland/Sveaparken (Спаланд/Свеапаркен).

## Історія
Близько 1230 року у гирлі річки Схі з'явилася дамба для захисту навколишніх земель від повеней, яку збудував Дірк Бокель, володар амту (графства) Матенессе, самотужки або зі шляхтичем з родини Вассенарів, чиє ім'я не збереглося.
У 1247 році Аделаїда, донька графа Голландії Флоріса IV, вийшла заміж за Жана I д'Авена, графа Геннегау, і отримала у посаг східну частину дамби із прилеглим польдером. Дамба займала економічно вигідне положення, адже через неї проходили торговельні шляхи від моря углиб країни (Делфт та більш віддалені Лейден і Гарлем) та назустріч, до узбережжя. Дуже скоро біля дамби виникло поселення, у 1262 році в ньому збудували церкву. 18 травня 1275 року графиня Аделаїда, яка на той час стала регентом Голландії при небожі Флорісові V, дала поселенню міські права. Також Аделаїда наказала звести замок на берегах Схі, відомий як Будинок-на-річці (нід. Huis te Riviere) або замок Матенессе (нід. Slot Mathenesse). Від замку збереглися лише рештки донжона, які можна побачити у центрі сучасного Східама, біля будівлі мерії.

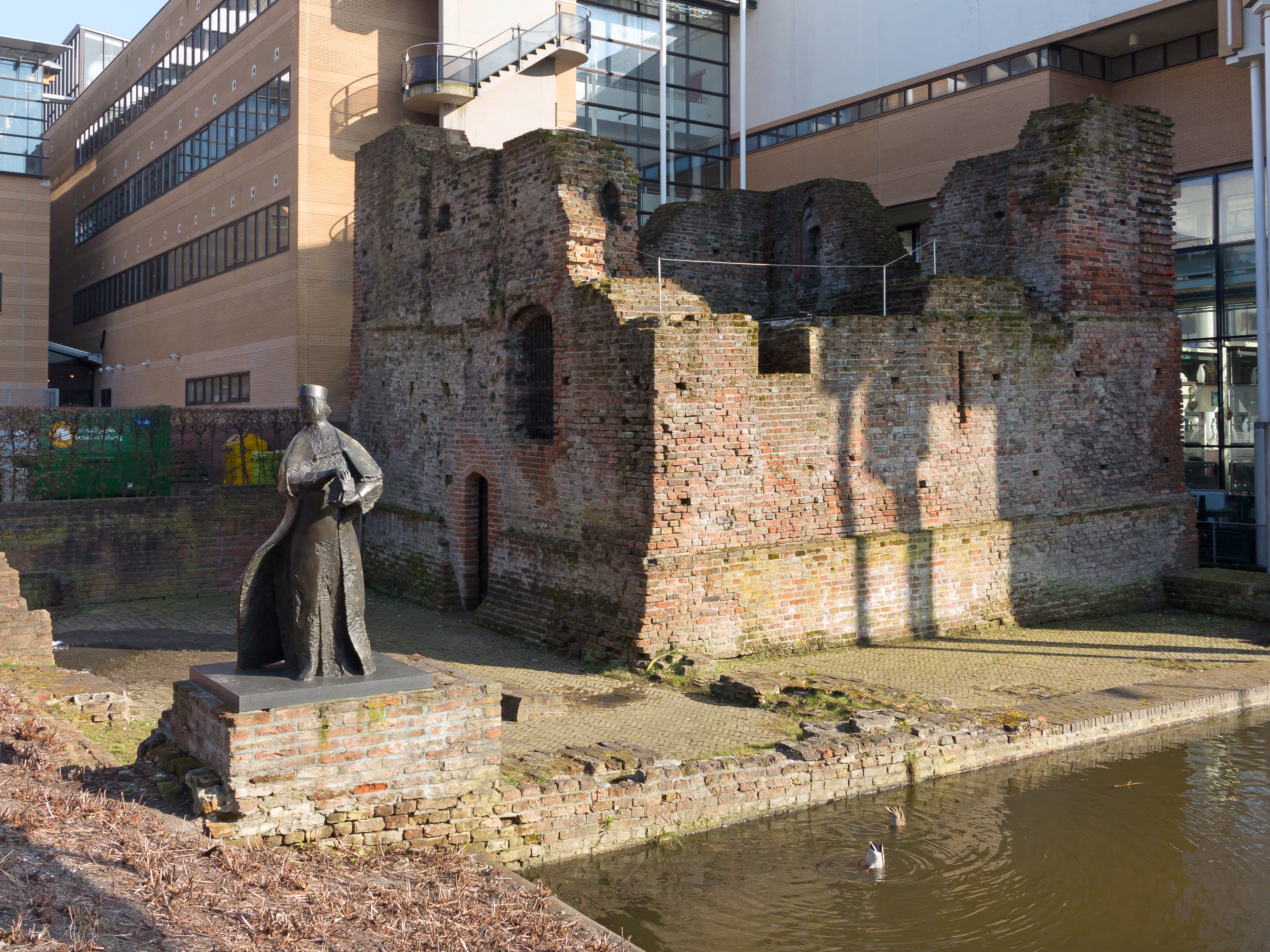
Рештки Будинку-на-річці та пам'ятник графині Аделаїді

У 1340 році Роттердам, а у 1389 — Делфт отримали також право на створення торговельних шляхів між Маасом і Схі, і стали конкурентами молодого міста Східам. Згодом мешканці Східама почали активно займатися ловлею оселедців.
У 1428 році велика пожежа знищила більшу частину Східама, чиї будівлі були на той час переважно дерев'яними.
З XV століття Східам стає центром паломництва до святої Лідвіни, однієї з найшанованіших нідерландських святих, яка прожила усе своє життя у Східамі.

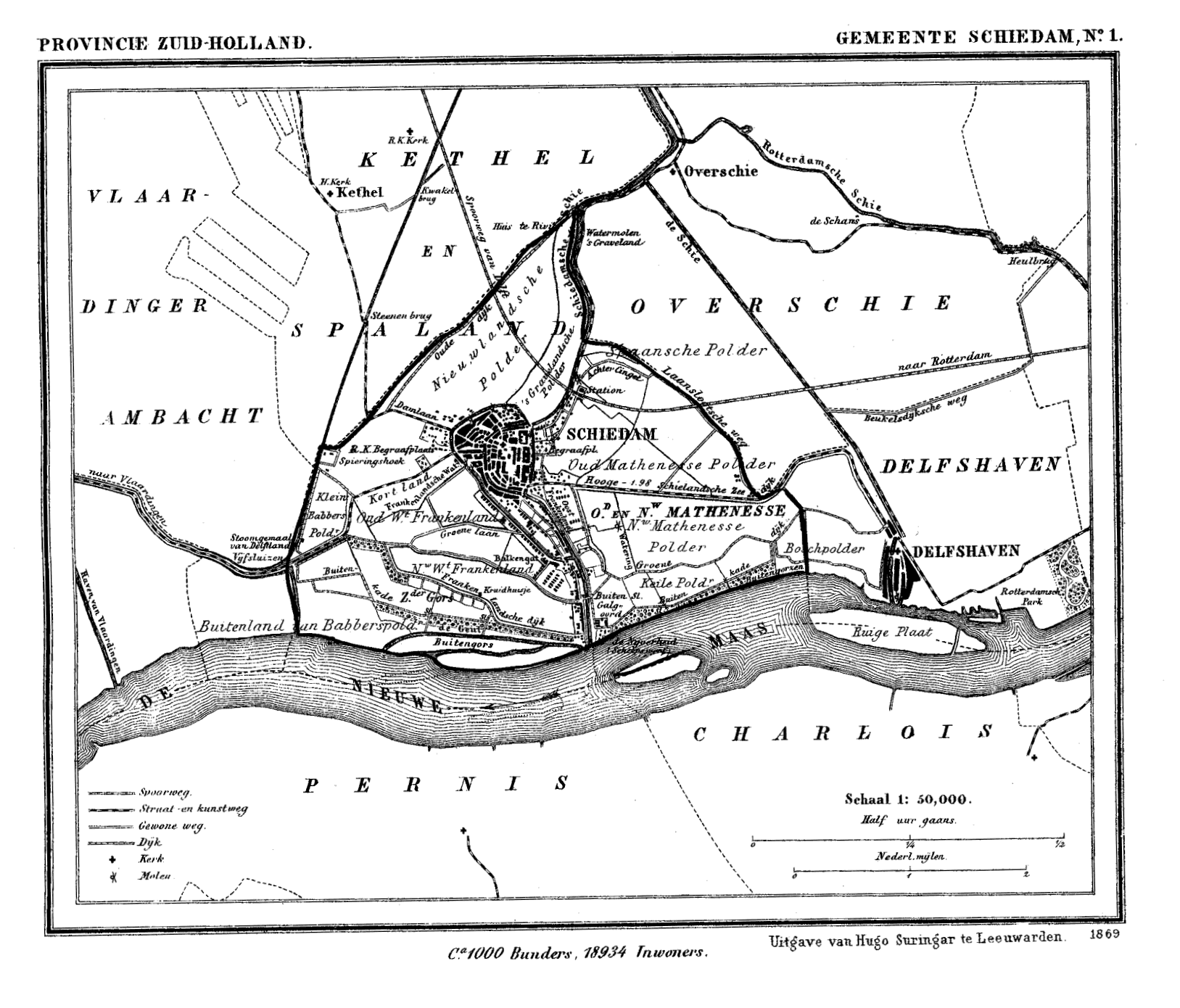
Східам у 1869 році

Близько 1590 року у місті з'являються перші винокурні. У наступному столітті лікеро-горілчане виробництво у Східамі розквітає, значною мірою завдяки застою в імпорті алкогольних напоїв із Франції. У XVIII столітті у Східамі діяли десятки винокурень, які експортували голландський джин у більшість країн світу. Через винокурні та фабрики скла, яки працювали на торфі і таким чином значно забруднювали навколишнє середовище, місто отримало прізвисько «Чорний Назарет» (нід. Zwart Nazareth). Згадкою про ті часи стали шість вітряків — De Walvisch, De Drie Koornbloemen, De Vrijheid, De Noord, De Nieuwe Palmboom та відбудований у 2011 році вітряк De Kameel — найвищі у світі класичні вітряки, адже вони розташовуються на колишніх складських приміщеннях, де зберігалася сировина для женевера та готова продукція. У 1990-х роках в одній з колишніх винокурень відкрився музей женевера.
10 серпня 1856 року біля залізничної станції Східама сталася перша в Нідерландах аварія на залізниці, яка забрала життя трьох людей. Цікаво, що через 120 років, 4 травня 1976 року, біля Східама сталася це одна аварія, в якій загинули 24 особи та травмувалося 15.
З 1890-х по 1950-ті роки Східам переживав період занепаду. У цей період у місті починає розвиватися суднобудування, тут діють великі суднобудівні компанії, зокрема, Wilton-Fijenoord, що будувала як цивільні пасажирські лайнери і танкери, так і військові кораблі: крейсери, підводні човни, міноносці, фрегати тощо. Після Другої світової війни Східам бере участь в обслуговуванні роттердамського порту.
У 1941 році до складу муніципалітету Східам увійшов муніципалітет Кетель-ен-Спаланд, що дало можливість місту звести нові житлові райони.
Наприкінці XX століття суднобудування у Східамі майже припиняється, місто поступово перетворюється на спальний район Роттердама. На початку XXI століття міська влада Східама починає підтримку туристичної галузі. У 2005—2011 роках проведена реконструкція східамських вітряків та інших пам'яток історії та архітектури, у 2006 році відкрився оновлений міський музей.

Розташування муніципалітету Східам на мапі провінції Південна Голландія

## Політика
Управління муніципалітетом здійснюють міська рада та мер міста, при якому є також рада олдерменів.
Міська рада складається з 35 депутатів, які обираються раз на чотири роки. Рада представляє у владній структурі муніципалітету законодавчу гілку влади. Також рада обирає олдерменів, які разом із мером формують виконавчу гілку та займаються поточними питаннями муніципалітету.
Місця в раді розподілені поміж політичними партіями наступним чином:
| Партія                                  | 1994 | 1998 | 2002 | 2006 | 2010 | 2014 |
| --------------------------------------- | ---- | ---- | ---- | ---- | ---- | ---- |
| Партія праці                            | 9    | 11   | 7    | 13   | 9    | 5    |
| Християнсько-демократичний заклик       | 5    | 5    | 6    | 5    | 4    | 3    |
| Народна партія за свободу і демократію  | 5    | 7    | 5    | 4    | 5    | 4    |
| Зелені ліві                             | 3    | 3    | 3    | 2    | 2    | 2    |
| Демократи 66                            | 6    | 2    | 1    | 1    | 4    | 5    |
| Соціалістична партія                    | -    | 3    | 2    | 5    | 2    | 4    |
| Leefbaar Schiedam                       | -    | -    | 7    | 3    | 2    | 3    |
| Fractie Schoenmakers/S.O.S (2014)       | 1    | -    | -    | -    | 1    | -    |
| Gemeente Belangen Schiedam              | 2    | 2    | 3    | 1    | 1    | 1    |
| Algemeen Ouderen Verbond                | -    | 1    | 1    | 1    | 2    | 4    |
| Centrum Democraten                      | 4    | 1    | -    | -    | -    | -    |
| Trots op Nederland                      | -    | -    | -    | -    | 2    | -    |
| Progressief Schiedam                    | -    | -    | -    | -    | 1    | 2    |
| Lijst Blanco                            | -    | -    | -    | -    | -    | 1    |
| Християнський союз/Реформістська партія | -    | -    | -    | -    | -    | 1    |
| Усього                                  | 35   | 35   | 35   | 35   | 35   | 35   |

Мером (бургомістром) Східама з 4 грудня 2012 року є Кор Ламерс (Cor Lamers) із партії Християнсько-демократичний заклик, який змінив на цій позиції чинного бургомістра Йоан Маріку Лемхейс-Стаут. При бургомістрі діють 5 олдерменів (радників) з керівних партій, які виконують функції, подібні до функцій міністрів в уряді Нідерландів.

## Культура

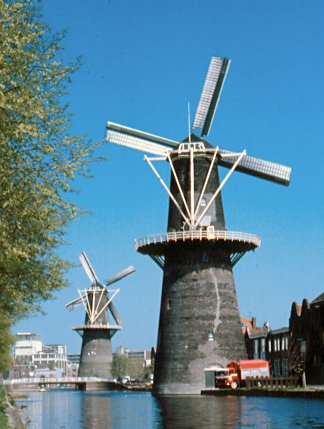
Східамські вітряки

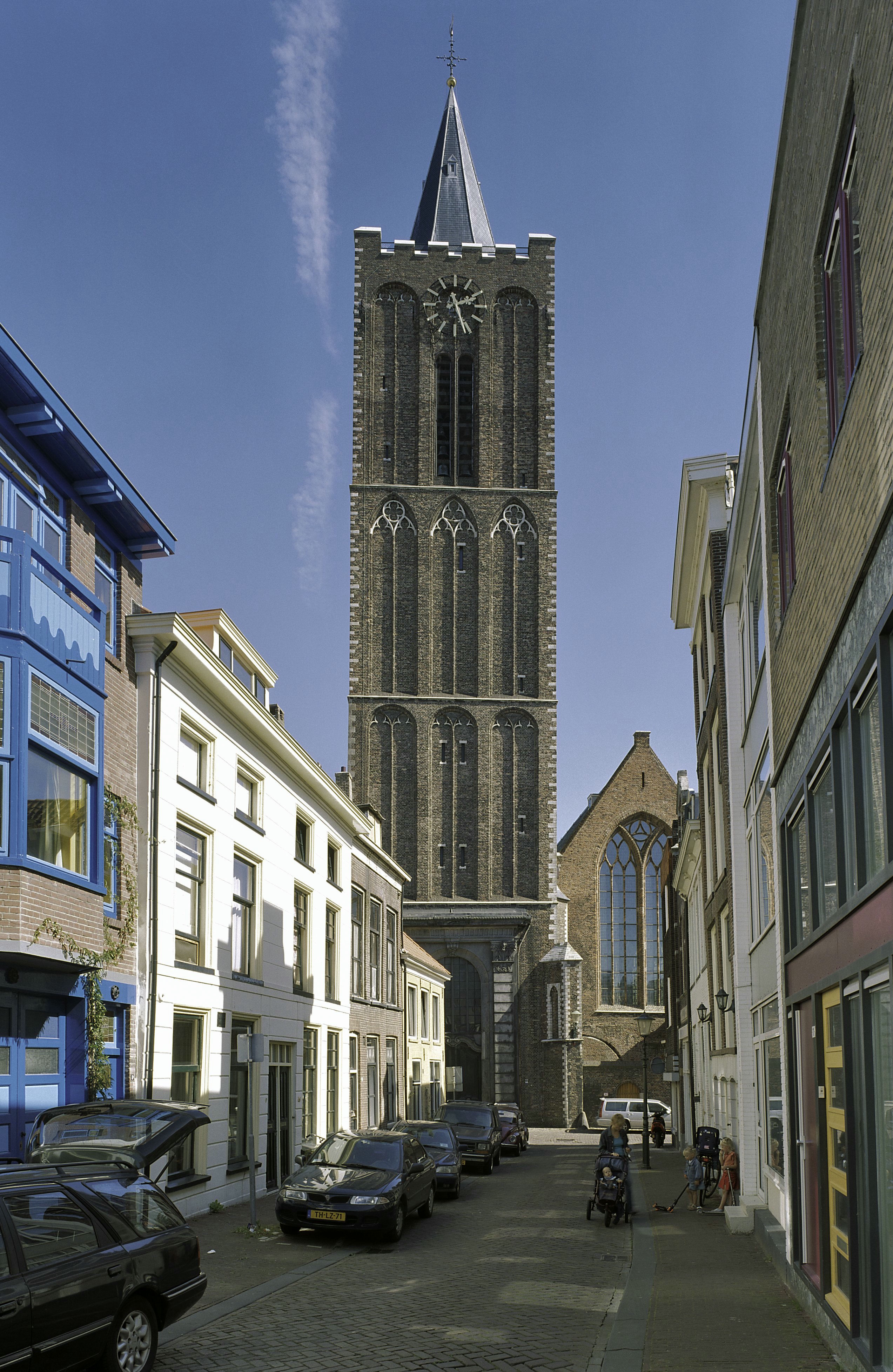
церква Гроте-оф-Сінт-Янскерк

Історичний центр міста — зона, яка охороняється законом. На території муніципалітету існує 238 об'єктів, що мають статус національної пам'ятки (нід. rijksmonument), 150 об'єктів, що мають статус пам'ятки місцевого значення (нід. gemeentelijke monument) та 3 воєнних меморіали.
Найвідомішими пам'ятками є:
- будівля старої ратуші та площа Гроте Маркт, зведена близько 350 років тому
- церква Гроте-оф-Сінт-Янскерк зведена у 1335—1428 роках
- східамські вітряки — найвищі у світі вітряки традиційного типу
- руїни замку Матенессе XIII ст.
- готична базиліка святої Лідвіни
- східамські канали-грахти

У Східамі діють шість музеїв:
- міський музей (Stedelijk Museum Schiedam)
- музей женевера (Jenevermuseum)
- музей напоїв (Borrelmuseum)
- вітряк-музей De Nieuwe Palmboom
- музей кооперативного руху в Нідерландах (Nationaal Coöperatie Museum Schiedam / 't Winkeltje)
- художня галерея 't Walvisch

Щороку у місті проходить низка фестивалів, найвідомішими з яких є фестиваль виробників женевера (De Brandersfeesten) та національний день вітряків (Nationale Molen- & Gemalen dag)

## Спорт
Серед видів спорту у Східамі популярні футбол та хокей на траві, також неабиякою популярністю, у порівнянні з іншими містами Нідерландів, користується крикет.

## Транспорт
Більшість транспортних шляхів з'єднує Східам із Роттердамом, головним містом агломерації. Це:
- кільцевий автошлях Ring Rotterdam, з якого можна виїхати на автомагістралі А4 (на Амстердам) та А20 (до узбережжя Північного моря);
- метро (лінії A[8], B[9] і C[10]);
- трамвайні маршрути № 21[11] і № 24[12], які прямують з Роттердама до центру Східама та залізничного вокзалу.

Через Східам проходить залізниця Амстердам-Роттердам. Станція Schiedam Centraal має прямі маршрути на Алмере, Дордрехт, Гаагу, Хук-ван-Холланд, Лелістад, Розендал і Фліссінген.

## Демографія
Наприкінці XX — на початку XXI століття населення Східама повільно збільшується:
- 1996 рік — 74 162 особи;
- 2000 рік — 75 589 осіб;
- 2005 рік — 75 487 осіб;
- 2010 рік — 75 565 осіб;
- 2013 рік — 76 216 осіб;
- 2015 рік — 76 869 осіб;
- 2016 рік — 77 108 осіб.

### Етнічний склад населення
Станом на 2016 рік населення Східама (77 107 осіб) за походженням розподілялося на такі групи:
- корінні нідерландці — 46 575 осіб
- іммігранти — 30 533 особи, з яких:
  - європейського походження — 8 976 осіб;
  - неєвропейського походження — 21 557 осіб.

Найбільші (більше тисячі осіб) етнічні групи серед іммігрантів: турки (7 761 особа), марокканці (2 567 осіб), вихідці з Нідерландських Антильских островів (1 893 особи), індонезійці (1 296 осіб) та німці (1 006 осіб). Станом на 2016 рік у Східамі мешкало 509 осіб з країн колишнього СРСР.

## Відомі люди

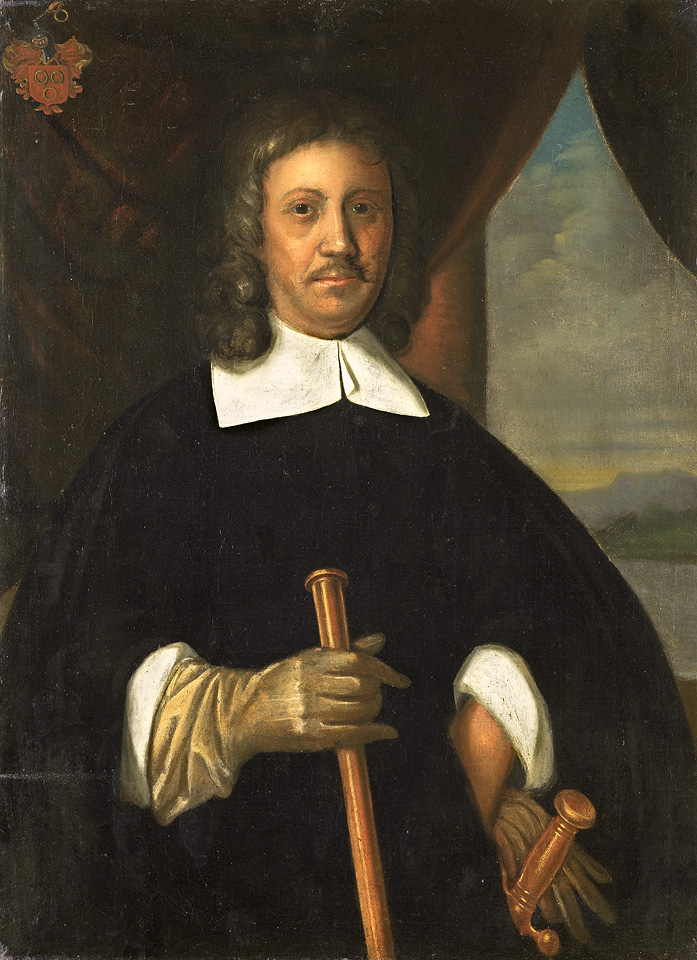
Ян ван Рібек

- Лідвіна зі Східама (1380—1433) — католицька свята. Народилася, мешкала і померла в Східамі.
- Віллем Ньїпорт (1607—1678) — нідерландський політик і дипломат, народився у Східамі.
- Ян ван Рібек (1619—1677) — нідерландський дослідник і мореплавець, провів молоді роки у Східамі.
- Арей Сміт (1907—1970) — нідерландський боксер, народився у Східамі
- Хенк де Флігер (нар. 1953) — нідерландський композитор, музикант-перкусіоніст. Народився у Східамі.
- Данні Куверманс (нар. 1978) — нідерландський футболіст, народився у Східамі.
- Пітер ван Волленховен (нар. 1939) — чоловік принцеси Маргріт II Нідерландської, народився у Східамі.
- Джон де Вольф (нар. 1962) — нідерландський футболіст, народився у Східамі.
- Роберт Маскант (нар. 1969) — нідерландський футболіст, народився у Східамі.
- Йос ван Емден (нар. 1985) — нідерландський велогонщик, народився у Східамі.
- Люк Кастайньос (нар. 1992) — нідерландський футболіст, гравець збірної Нідерландів. народився у Східамі.

## Міста-побратими
- В'єнн  Франція
- Есслінген-ам-Неккар  Німеччина (з 1964 року)
- Пйотркув-Трибунальський  Польща (з 1992 року)
- Веленє  Словенія (з 1970 року)
- Ніт-Порт-Толбот  Уельс (з 1964 року)
- Удіне  Італія